# Mikko Pesälä
Mikko Pesälä este un om politic finlandez, membru al Parlamentului European în perioada 1999-2004 din partea Finlandei.
1. ↑  Mikko Pesälä, Česko-Slovenská filmová databáze
2. ↑  Deputații în Parlamentul European